# 蒙文指要
蒙文指要（穆麟德轉寫：monggo bithei oyonggo be joriha bithe）是清代蒙古族学者赛尚阿纂集的一套关于近代蒙古文规范的工具书，现存刊行于道光二十八年（1848年）的家刻本，共四卷。内容主要分为四编，分别是“蒙文析义”、“蒙文法程”、“便览正讹”和“便览补遗”，另外还附有“补遗”、“分别相似”、“续编讹字”、“三合便览讹字更定”等内容。其中“蒙文析义”和“蒙文法程”为赛尚阿之父翻译举人景煇在嘉庆年间以《三合便览》体例为蓝本编成，赛尚阿在修订并增加“蒙文析义”汉文部分之后与自己所编的“便览补遗”、“便览正讹”等汇编成了《蒙文指要》一书。全书共收2593条词语，在蒙古文规范方面影响较大，曾多次翻印，并有手抄本流传。